# Sexdecillón
Un sexdecillón, en la escala numérica larga usada tradicionalmente en  español, equivale a 1096, esto es un millón de quindecillones:
| {\displaystyle un\;sexdecill{\acute {o}}n=10^{96}} {\displaystyle un\;sexdecill{\acute {o}}n=(1\,000\,000)^{16}} {\displaystyle un\;sexdecill{\acute {o}}n=\scriptstyle \ 1\;000\;000\;000\;000\;000\;000\;000\;000\;000\;000\;000\;000\;000\;000\;000\;000\;000\;000\;000\;000\;000\;000\;000\;000\;000\;000\;000\;000\;000\;000\;000\;000} |

Esta palabra no es de uso corriente y no aparece en el Diccionario de la Real Academia ni en el Diccionario de uso del español de María Moliner.
Como dato relevante, se puede decir que diez mil sexdecillones equivalen a un gúgol (10100).